# ポール・ハミルトン (ミサイル駆逐艦)
|          | |
| 艦歴     | |
| 発注     | 1990年2月22日                                                                                              |
| 起工     | 1992年8月24日                                                                                              |
| 進水     | 1993年7月24日                                                                                              |
| 就役     | 1995年5月27日                                                                                              |
| 退役     | |
| その後   | 就役中 |
| 要目     | |
| 排水量   | 満載: 8,362 トン                                                                                           |
| 全長     | 153.9 m (505 ft)                                                                                           |
| 全幅     | 20.1 m (66 ft)                                                                                             |
| 吃水     | 9.4 m (31 ft)                                                                                              |
| 機関     | COGAG方式                                                                                                  |
| 機関     | LM 2500-30ガスタービンエンジン (27,000shp) ×4基                                                            |
| 機関     | 可変ピッチプロペラ（5翅）×2軸                                                                              |
| 最大速   | 31ノット                                                                                                   |
| 航続距離 | 4,400 海里（20ノット時）                                                                                   |
| 乗員     | 士官、兵員 337名                                                                                           |
| 兵装     | Mk.45 mod.2 5インチ単装砲 ×1基                                                                             |
| 兵装     | Mk.38 25mm単装機関砲 ×2基                                                                                  |
| 兵装     | Mk.15 20mmCIWS×2基                                                                                         |
| 兵装     | M2 12.7mm機銃 ×4挺                                                                                         |
| 兵装     | Mk.41 mod.2 VLS ×90セル - SM-2MR/ER SAM - SM-3 ABM - ESSM 短SAM - VLA SUM - トマホーク SLCM などを発射可能 |
| 兵装     | ハープーンSSM 4連装発射筒×2基                                                                              |
| 兵装     | Mk.32 3連装短魚雷発射管×2基                                                                                |
| 艦載機   | ヘリコプター甲板のみ, 格納庫なし                                                                           |
| C4ISTAR  | AWS B/L 5 (Mk.99 GMFCS×3基)                                                                                |
| C4ISTAR  | AN/SQQ-89                                                                                                  |
| センサ   | AN/SPY-1D 多機能レーダー×4面                                                                               |
| センサ   | AN/SPS-67 対水上レーダー×1基                                                                               |
| センサ   | AN/SQS-53C艦首装備ソナー                                                                                   |
| センサ   | AN/SQR-19 曳航ソナー                                                                                       |
| 電子戦   | AN/SLQ-32(V)2 ESM装置                                                                                      |
| 電子戦   | Mk.36 mod.12 デコイ発射装置                                                                                |
| モットー | The Courage to Prevail                                                                                     |

ポール・ハミルトン (英語: USS Paul Hamilton, DDG-60) は、アメリカ海軍のミサイル駆逐艦。アーレイ・バーク級ミサイル駆逐艦の10番艦。艦名はマディソン政権下の海軍長官、ポール・ハミルトンに因む。その名を持つ艦としては3隻目。

## 艦歴
ポール・ハミルトンはメイン州バスのバス鉄工所で建造され、サウスカロライナ州チャールストンで就役した。就役後はハワイ州の真珠湾へ移動した。
2007年（平成19年）2月、和歌山県和歌山市の和歌山下津港に入港した。
さらに同年4月19日には、物資の補給と船員の休養及び自衛隊員との交流等を目的に、京都府舞鶴市にある海上自衛隊舞鶴基地に5日間の滞在日程で寄港した。
2020年4月、遠征移送ドックや複数の哨戒艇などとともにペルシア湾の公海上に展開。展開中にはイラン革命防衛隊の小型船舶と異常接近する状況もあった。